# Východní Rumélie
Východní Rumélie (bulharsky Източна Румелия, turecky روم الى شرق, Rumeli-i Şarki) bylo autonomní území Osmanské říše v letech 1879–1885 (formálně až do roku 1908). Oblast se nacházela zhruba na jihovýchodě dnešního Bulharska; jejím centrem byl Plovdiv. Měla rozlohu 32 978 km² a žilo v ní (podle sčítání z roku 1884) 975 tisíc obyvatel.
Název byl odvozen z výrazu Rumélie (z tureckého Rúm, což znamená Řím), kterým Turci označovali své državy na Balkánském poloostrově, protože je získali od Východořímské říše.

## Historie

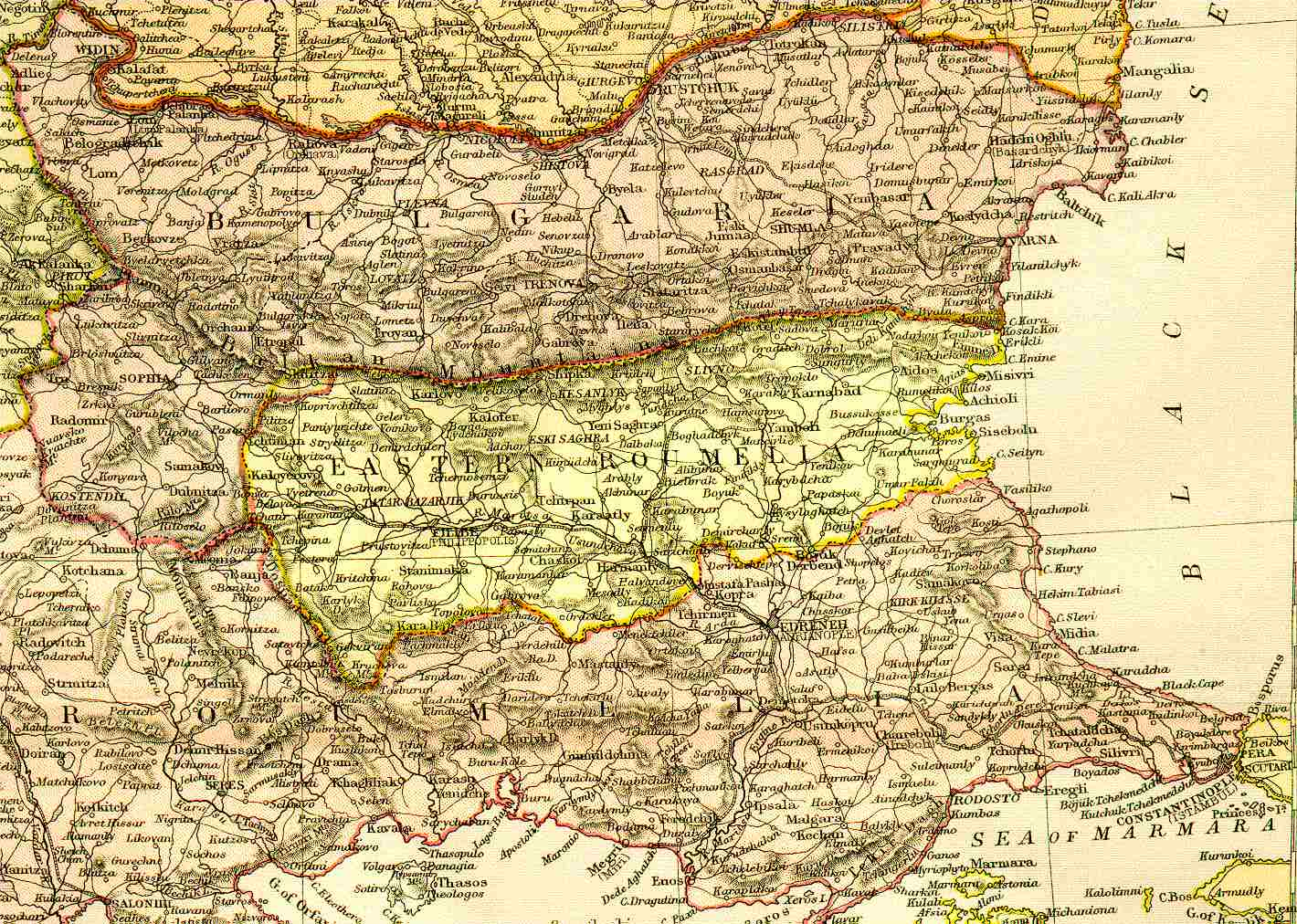
Východní Rumélie (žlutě) v roce 1882 na historické mapě

Vytvoření tohoto území bylo výsledkem rozhodnutí Berlínského kongresu o vzniku Bulharska. Jeho iniciátorem byla obava Osmanské říše z porušování práv muslimských menšin v případě, že by se stalo součástí Bulharska. Vzhledem k tomu, že většina obyvatelstva byli však Bulhaři, velmi záhy se ukázalo, že Východní Rumélie funguje de facto jako druhý bulharský stát (již v prvních volbách získali Bulhaři 31 zástupců z celkem 36 křesel místního sněmu). Ten navíc nebyl pod kontrolou bulharského panovníka, nehrozila tam řada autoritativních výpadů, jaké Bulharsko ze Sofie během 80. let 19. století zažilo, takže se tam mohli uchýlit např. různí pronásledovaní spisovatelé. Prvním guvernérem byl Alexandr Bogoridi.
V roce 1885 svrhli místní Bulhaři správce Gavril-pašu Krestoviče a umožnili příchod bulharské armády. To znamenalo faktický konec Východní Rumélie. V zahraničí však řada zemí ostře protestovala proti rozšiřování bulharského území; zatímco Istanbul se zmohl pouze na formální protesty a následně za menší územní ústupky v Rodopech bulharskou anexi uznal z smlouvou z Tophane, Srbsko vyhlásilo Bulharsku válku a jeho vojska zahájila z jihu tažení na Sofii. Srbové očekávali, že využijí faktu, že Bulhaři mají armádu daleko od své metropole, nacházející se nedaleko od srbských hranic, byli však nakonec poraženi.

## Správa
Stát se dělil na šest okresů, jejich sídelními městy byly Plovdiv, Pazardžik, Chaskovo, Stara Zagora, Sliven a Burgas. Vydával také poštovní známky, které patří ke sběratelským raritám.
Pomaci se odmítli k Východní Rumélii připojit a vytvořili vlastní stát pod tureckou ochranou, zvaný Tamrašská republika, který zanikl roku 1886.

## Obyvatelstvo
Obyvatelstvo tvořili převážně Bulhaři, avšak se tu nacházel také i nemalý počet Turků, Řeků (hlavně při pobřeží) a příslušníků dalších národů. Za krátké období proběhla tři sčítání obyvatelstva – v letech 1878, 1880 a 1884. Zatímco první bylo zaměřeno především na náboženskou příslušnost, další dvě zjišťovala národnost. Modrou barvou jsou v grafu níže znázorněni ostatní, což byli v především Řekové.